# Herència (Star Trek: La nova generació)
"Herència" (títol original en anglès "Inheritance") és el desè episodi de la setena temporada, i el 162è de tota la sèrie, de la sèrie de televisió de ciència-ficció estatunidenca Star Trek: La nova generació. Es van emetre originalment el 22 de novembre de 1993 en redifusió als Estats Units. Fou dirigida per Robert Scheerer i escrit per Dan Koeppel i René Echevarria.
Ambientada al segle XXIV, la sèrie segueix les aventures de la tripulació de la nau de la Flota Estel·lar de la Federació Enterprise-D sota el comandament del capità Jean-Luc Picard. En aquest episodi, mentre l'Enterprise ajuda un planeta a sobreviure, el tinent comandant Data (Brent Spiner) ha de treballar amb dos científics locals del planeta. Un dels científics sembla particularment interessat en Data.
Aquest episodi marca la segona de les tres aparicions com a convidada a Star Trek per a Fionnula Flanagan, després d'haver aparegut anteriorment a l'episodi Dax de Star Trek: Deep Space Nine.

## Argument
L'Enterprise arriba a Altrea IV, un planeta amb un nucli que s'està refredant i solidificant. Pran i Juliana Tainer, científics d'Altrea IV, informen la tripulació sobre el problema; els tinents comandants Geordi La Forge (LeVar Burton) i Data suggereixen una solució.
Després que els altres marxin de la sessió informativa, Juliana es revela com l'exdona del creador de Data, Noonien Soong. Explica que els primers records de Data van ser esborrats i substituïts pels records dels colons d'Omicron Theta. Estava a punt de ser reactivat quan l'Entitat Cristal·lina va atacar. Data realitza algunes investigacions i troba proves que donen suport circumstancialment a les seves afirmacions, acceptant-la com la seva mare. Data li mostra les seves estances, on ell toca el violí. Ella s'uneix a ell, tocant una viola. Entre les seves pintures, veu una de la seva filla, Lal, i s'entristeix en assabentar-se de la mort de Lal. Admet que estava en contra de la creació de Data a causa dels problemes amb Lore, i confessa que va obligar Noonien a deixar Data enrere per aquest motiu.
Una emergència requereix que Juliana i Data baixin per fer reparacions. Quan acaben, un incident els obliga a saltar a un lloc segur. Juliana queda inconscient quan aterren i el seu braç es desprèn, revelant una xarxa de circuits; Juliana és un androide.
Al cervell positrònic de Juliana, La Forge troba un xip amb una interfície hologràfica. Data activa el xip a la holocoberta i veu el seu pare. Soong explica que la seva dona era humana, però va ser ferida de mort en l'atac de l'Entitat Cristal·lina. Va crear l'androide i va utilitzar l'escaneig sinàptic per col·locar-hi els records de Juliana. Es va despertar creient que era humana. Més tard va decidir deixar-lo, i ell admet que la veritable Juliana també l'hauria deixat. Soong demana a Data que li deixi tenir la seva humanitat. Data comenta que sospitava que Juliana era una androide perquè coincidia exactament amb els seus càlculs matemàtics, la seva musicalitat i el seu patró de parpelleig.
Data torna a col·locar el xip al cap de Juliana. Quan es desperta, ell li diu que la Dra. Crusher li va reparar el braç trencat i que tot està bé. Mentre Juliana es prepara per abandonar la nau, Data li diu: "El meu pare em va dir que només tenia un gran amor a la seva vida. Estic segur que es referia a tu".

## Actors convidats
- Fionnula Flanagan - Juliana O'Donnell Soong Tainer
- William Lithgow - Pran Tainer

## Recepció
Keith DeCandido el va qualificar "tor.com" el 2013 com un episodi lleugerament per sota de la mitjana de "Star Trek: La nova generació". Considerava que l'enquadrament era un problema estàndard i que la història consistia principalment en gent asseguda recordant vells temps. També va criticar el fet que finalment no es fes res amb el personatge de Pran Tainer. Tanmateix, DeCandido també va trobar la introducció de Julianna Tainer sorprenentment ben executada, tot i que mai no hi havia hagut cap indicació en episodis anteriors que Noonien Soong estigués casat. També va destacar positivament les excel·lents actuacions, en particular de Brent Spiner i Fionnula Flanaghan, però també de Patrick Stewart, Marina Sirtis i Gates McFadden.
El 2020, Gamespot va recomanar aquest episodi per obtenir informació sobre el personatge de Data.

## Llançaments
"Herència" s'ha publicat com a part de les col·leccions de la temporada 7 de TNG en format DVD i Blu-Ray. La setena temporada de TNG, que conté aquest episodi, es va publicar en disc Blu-ray el gener de 2015.